# 波什格伦
波什格伦是挪威泰勒马克郡的市镇，行政中心为波什格伦市。市镇面积为164.45平方公里，人口数量为37,056人（2023年），人口密度为每平方公里230.5人。